# Emil Welti
Friedrich Emil Welti (Zurzach, 23 april 1823 - Bern, 24 februari 1899) was een Zwitsers advocaat, rechter en radicaal politicus uit het kanton Aargau. Tussen 1867 en 1891 was hij lid van de Bondsraad. In 1869, 1872, 1876, 1880, 1884 en 1891 was hij bondspresident van Zwitserland.
Welti wordt beschouwd als de invloedrijkste Zwitserse politicus van zijn tijd. Hij speelde een belangrijke rol in de grondwetsherziening van 1874 en de aanleg van de Gotthardtunnel in de jaren 1880.

## Biografie

### Afkomst en opleiding

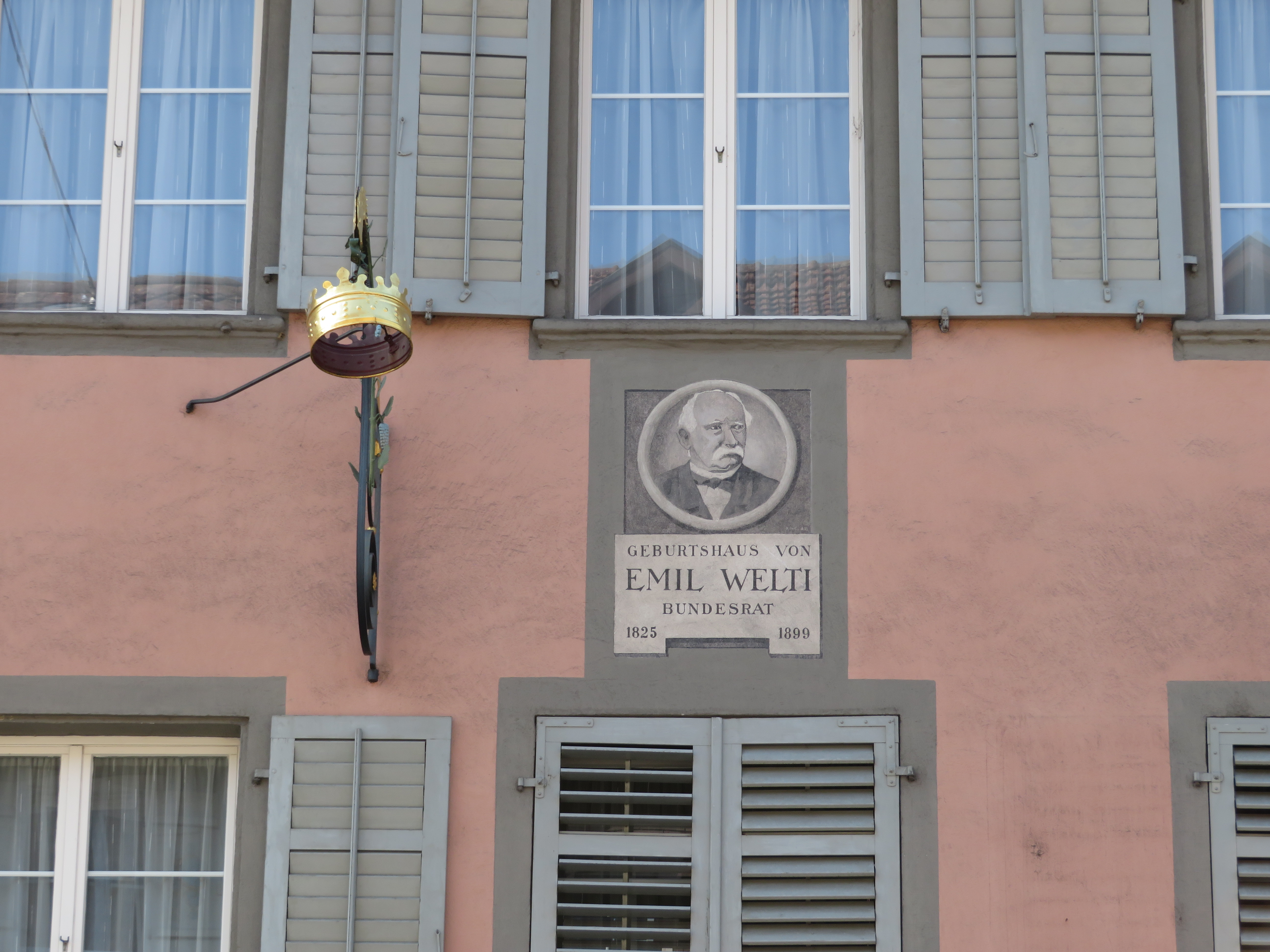
Gedenkteken aan de gevel van het geboortehuis van Emil Welti in Bad Zurzach.

Emil Welti was de oudste zoon van een gezin van negen kinderen. Zijn vader Jakob Welti was gemeenteraadslid in Bad Zurzach, lid van de Grote Raad van Aargau en rechter. Zijn grootvader Abraham Welti speelde een belangrijke rol in de politiek ten tijde van de Franse bezetting van Zwitserland, ten tijde van de Helvetische Republiek en de Confederatie van de XIX kantons.
Samen met zijn vriend Samuel Wildi studeerde Welti tussen 1844 en 1847 rechten aan de Friedrich-Schiller-Universiteit in Jena en de Humboldtuniversiteit in Berlijn.
In november 1847 nam hij actief deel aan de Sonderbund-oorlog. Na deze oorlog was hij secretaris van de onderzoekscommissie tegen de Krijgsraad van de Sonderbund. Later vestigde hij zich als advocaat en werd hij voorzitter van het Bezirksgericht van Bad Zurzach, de kantonnale rechtbank van eerste aanleg tussen 1852 en 1856. 

### Politicus

#### Kantonnale politiek
In de voetsporen van zijn vader werd Emil Welti in 1856 verkozen als lid van de Grote Raad van Aargau, het kantonnaal parlement. Nog in datzelfde jaar zou hij reeds worden verkozen tot lid van de, de Regeringsraad van Aargau, de kantonnale regering.
Van 1856 tot 1862 was hij bevoegd voor Justitie. Onder het ministerschap van Welti kreeg Aargau een nieuw kantonnaal strafwetboek en een kantonnaal wetboek van strafvordering en opende de Gevangenis van Lenzburg. Daarentegen slaagde Welti er niet in het burgerlijk huwelijk en de gelijkheid van de joden in te voeren in zijn kanton. Vervolgens was Welti tussen 1863 en 1866 minister van Onderwijs. Hij verhoogde de lonen van de leraars en voerde in 1865 een nieuwe schoolwet in, die in werking zou blijven tot 1941. Van 1 april 1858 tot 31 maart 1859, van 1 april 1862 tot 31 maart 1863 en van 1 april 1866 tot 31 maart 1867 was Welti Landammann (regeringsleider) van zijn kanton.

#### Lid van de Kantonsraad
In 1857 werd Emil Welti door de Grote Raad van Aargau verkozen in de Kantonsraad. Tot 1866 werd hij jaarlijks herverkozen. Binnen de Kantonsraad nam Welti onmiddellijk een leidende rol op en zette zich in voor enkele belangrijke politieke dossiers in die tijd, met name voor een handelsverdrag met het Tweede Franse Keizerrijk van keizer Napoleon III en de aanleg van de Gotthardspoortunnel, een spoorweg dwars door de Zwitserse Alpen. Hij was tweemaal voorzitter van de Kantonsraad, met name in 1860 en 1866.
In 1860 stuurde de Bondsraad Welti naar Genève om er als bondscommissaris te bemiddelen in de Sovoiecrisis, een diplomatiek conflict tussen de Zwitsers en de Fransen. Als gevolg hiervan maakte de stad Genève Welti tot ereburger. In 1864 diende hij opnieuw te bemiddelen in Genève, ditmaal in het kader van de onrusten die daar waren uitgebroken na de kantonnale verkiezingen. In 1867 werd Welti tevens ereburger van Aarau.

#### Lid van de Bondsraad
Welti werd al vroeg gezien als een veelbelovend kandidaat-Bondsraadslid. Bij de verkiezing van de Bondsraad in 1860 zou zittend Bondsraadslid Friedrich Frey-Herosé, eveneens uit Aargau afkomstig, pas worden herverkozen nadat Welti zich uitdrukkelijk geen kandidaat stelde. Toen Frey-Herosé eind 1866 zijn vertrek uit de Bondsraad aankondigde, was Welti zijn gedoodverfde opvolger. Als voorstander van een versterking van het federale niveau had hij de steun van linkse en radicale parlementsleden. Ook Eisenbahnkönig Alfred Escher steunde Welti, vanwege zijn pleidooi voor een Alpenspoortunnel.
Op 8 december 1866 werd Emil Welti met 103 op 159 door de Bondsvergadering verkozen tot lid van de Bondsraad. Per 1 januari 1867 trad hij dan toe tot de Bondsraad. Al gauw werd hij een van de invloedrijkste leden van de Bondsraad, waar hij uiteindelijk 24 jaar zou zetelen. Slechts enkele Bondsraadsleden zetelden langer dan Welti. In die 24 jaar leidde hij vier departementen, met name het Departement van Militaire Zaken (1867-1868, 1870-1871 en 1873-1875), het Departement van Politieke Zaken (1869, 1872, 1876, 1880 en 1884), het Departement van Posterijen en Spoorwegen (1877-1879, 1882-1883 en 1885-1891) en het Departement van Justitie en Politie (1881). Hij was vicevoorzitter van de Bondsraad in 1868, 1871, 1874, 1879, 1883 en 1890 en bondspresident van Zwitserland in 1869, 1872, 1876, 1880, 1884 en 1891.
Als minister van Militaire Zaken zette Welti zich in voor de eenmaking van de kantonnale legers tot een uitgebouwd Zwitsers leger. De noodzaak van zulke hervorming werd algemeen duidelijk na het uitbreken van de Frans-Pruisische Oorlog in 1870, toen de twee belangrijkste buurlanden van Zwitserland oorlog voerden tegen elkaar. De slagkracht van de kantonnale legers was immers gering en bovendien stond de positie van Zwitsers opperbevelhebber generaal Hans Herzog ter discussie. In deze context was de bewapening van de kantonnale legers met hetzelfde wapen, het Vetterligeweer, een grote stap richting eenmaking van het leger.

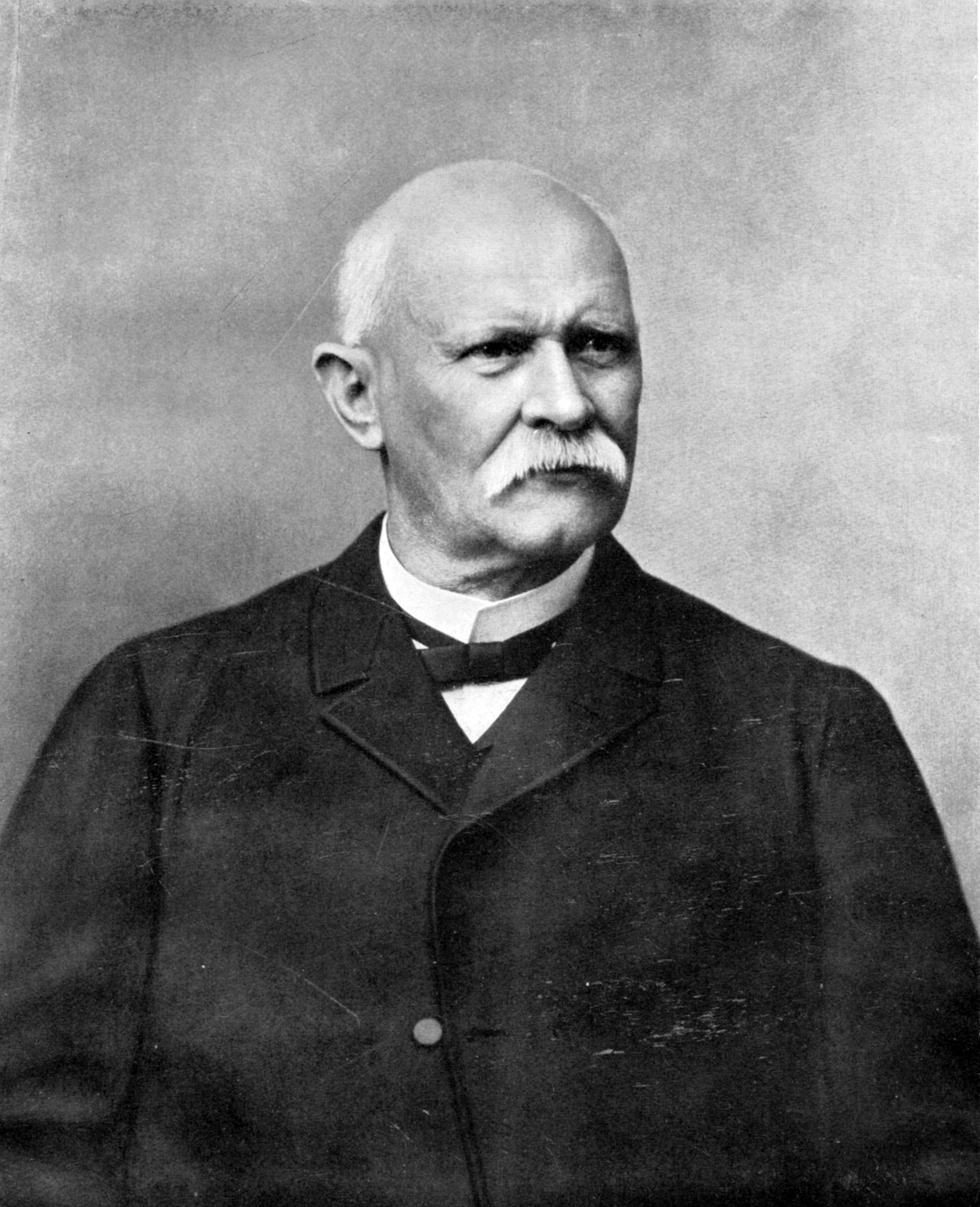
Emil Welti rond 1870.

In de debatten over de grondwetsherziening van 1874 nam Welti een centralistisch standpunt in en pleitte hij tevens voor een grotere scheiding tussen Kerk en Staat. Hij toonde zich daarom ook voorstander van de antikatholieke Uitzonderingsartikels in de Zwitserse Grondwet. Een eerste ontwerp van de nieuwe grondwet, waar Welti stevig zijn stempel op had gedrukt, werd door de bevolking weggestemd in het grondwettelijk referendum van 1872 met 255.609 stemmen voor (49,5%) en 260.859 stemmen tegen (50,5%). Met een verschil van iets meer dan 5.000 stemmen (1%) was dit een zeer nipte uitslag in het nadeel van de centralisten. Vervolgens moest Welti enkele federalistische compromissen opnemen in de nieuwe grondwet opdat deze bij het grondwettelijk referendum van 1874 wel zou worden goedgekeurd door de bevolking. In de discussie van de Kulturkampf in Zwitserland hield Welti zich eerder afzijdig en nam hij een bemiddelende rol op zich.
Een ander speerpunt van Welti's beleid was zijn spoorwegenpolitiek. Daar de spoorwegen in Zwitserland op dat moment grotendeels in kantonnale en private handen waren, was het voor hem niet evident om zijn plan van een spoorwegtunnel door de Gotthardpas of de Splügenpas te realiseren. Hij wist evenwel Italië en de Duitse staten ervan te overtuigen het project van de Gotthardspoortunnel te ondersteunen en hier financiële middelen voor vrij te maken. Bovendien bedong hij medezeggenschap van de federale overheid over dit project, gezien het nationaal belang dat ermee gepaard ging. Toen in 1878 de private spoorwegmaatschappij Gotthardbahn in financiële moeilijkheden geraakte en de kosten van het project als maar stegen, wist hij ondanks stevig weerwerk het parlement ervan te overtuigen om extra middelen te investeren in de spoortunnel.
Tegen het einde van de jaren 1850 het debat opkwam omtrent het opkomen van private spoorwegmaatschappijen door de Zwitserse federale overheid, verloor Welti de steun van Alfred Escher en zijn entourage. De weerstand bleef duren tot eind de jaren 1860, tot in het begin van de jaren 1870 een spoorwegcrisis ontstond na de Bankencrisis van mei 1873 en de Grote Depressie die daarop volgde. In Zwitserland ging als gevolg van deze crisis de spoorwegmaatschappij Schweizerische Nationalbahn failliet, waarna rond 1880 het opkopen van private spoorwegbedrijven door de federale overheid niet langer taboe was. Hoewel de onderhandelingen met de Schweizerische Nordostbahn mislukten, wist de federale overheid in 1890 wel een belangrijk deel van de aandelen in de Jura-Simplon-Bahn verwerven.

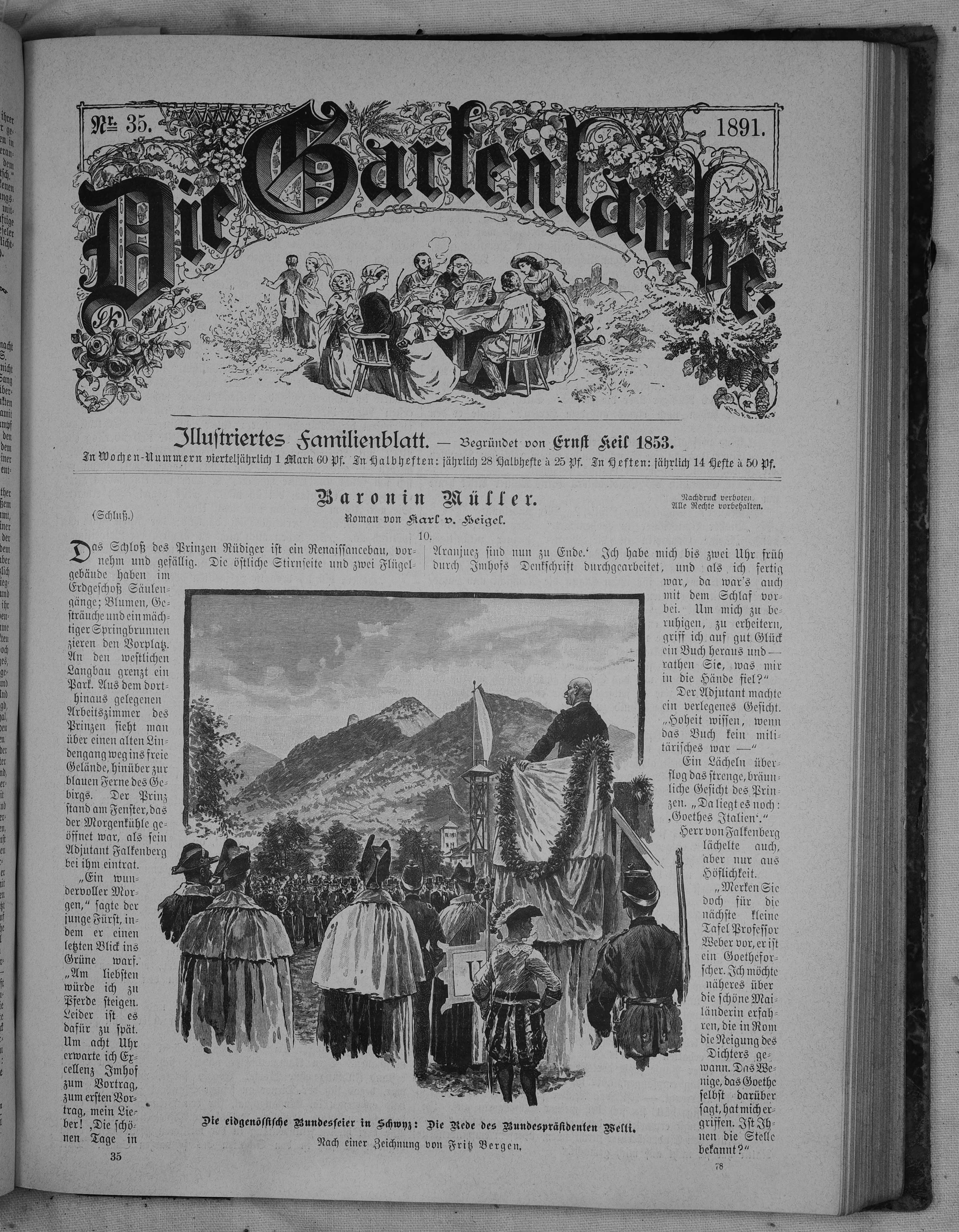
Tekening van een redevoering van Emil Welti als bondspresident in het kanton Schwyz op een uitgave van Die Gartenlaube uit 1891.

In 1891 wist Welti de overname van de Schweizerische Centralbahn nog door het parlement bij wet te laten goedkeuren. Tegen deze wet werd evenwel een referendum afgedwongen. Bij het referendum van 6 december 1891 stemde meer dan twee derde van de bevolking tegen de overname door de federale overheid. Dit referendum was een grote nederlaag voor Welti als minister van Post en Spoorwegen, die nog dezelfde dag zijn ontslag uit de Bondsraad aankondigde. Parlementsleden probeerden Welti aanvankelijk nog te overtuigen om op dat besluit terug te komen, maar aanvaardden naderhand zijn ontslag en verkozen uiteindelijk op 17 december 1891 de katholiek-conservatieve Josef Zemp als Bondsraadslid. Zemp was overigens het eerste Bondsraadslid in de Zwitserse geschiedenis die niet tot politieke strekking van de vrijzinnige radicalen behoorde.

#### Na de politiek
Na het ontslag van Welti uit de Bondsraad zou hij geen politieke functies meer bekleden, als werd hij nog wel regelmatig namens de Bondsraad betrokken bij onderhandelingen over verschillende handels- en spoorwegenkwesties. Verder wijdde hij zich opnieuw aan wetenschappelijke studies en gaf af en toe les aan het stedelijk gymnasium van Bern. In 1898 maakte Emil Welti nog mee hoe zijn opvolger Josef Zemp alsnog de belangrijkste Zwitserse private spoorwegmaatschappijen wist te nationaliseren. Welti stierf in 1899 op 73-jarige leeftijd aan de gevolgen van een hersenschudding en een longontsteking.

### Rechtshistoricus
Naast de politiek voerde Welti ook rechtshistorisch onderzoek, vooral dan naar het recht van het kanton Aargau. Samen met Augustin Keller richtte hij in 1859 de Historische Vereniging van het kanton Aargau op. Hij schreef verschillende artikelen in de boekenreeks 'Argovia'. In 1866 kende de Universiteit van Zürich hem een eredoctoraat toe vanwege zijn wetenschappelijke verdiensten.

## Persoonlijk
In 1853 trad Emil Welti in het huwelijk met Carolina Gross. Samen hadden ze twee kinderen: Louise Mathilde Welti en Friedrich Emil Welti. Die laatste werd later echtgenoot van Lydia Welti-Escher, een dochter van Eisenbahnkönig Alfred Escher. Op het einde van zijn leven maakte Welti de zelfdoding van Lydia mee.

## Trivia
- Welti was een voorstander van de representatieve democratie en van de Democratische Beweging (in een periode waar er voor de verkiezingen van de Nationale Raad nog een meerderheidssysteem gold) en was derhalve geen voorstander van referenda.
- Zijn uiterlijk en zijn genegenheid voor het Duitse Keizerrijk leverden Welti de bijnaam van "Zwitserse Bismarck" op.